# Ансамбль советской песни Центрального телевидения и Всесоюзного радио
Ансамбль советской песни Центрального телевидения и Всесоюзного радио — советский музыкальный коллектив.
Ансамбль советской песни Центрального телевидения и Всесоюзного радио был создан в 1974 году из выпускников Московской консерватории им. П. И. Чайковского, музыкально-педагогического института имени Гнесиных и других музыкальных учебных заведений Москвы.
Вокальная группа коллектива состояла из сорока двух певцов, образовывавших хор и всевозможные вокальные ансамбли. В составе ансамбля работали известные солисты: В. Турчанинов, С. Лукашова, В. Конов, В. Воронин и другие.
Оркестр ансамбля состоял из двадцати шести солистов-инструменталистов. Музыканты владели несколькими инструментами и, в зависимости от партитуры, образовывали малый симфонический, камерный или эстрадно-симфонический оркестры.
Основу репертуара ансамбля составляли советские песни. Коллектив поддерживал постоянный творческий контакт со многими ведущими композиторами, работавшими в этой области: А. Новиковым, С. Туликовым, А. Пахмутовой, Э.Колмановским, Е. Жарковским, А. Флярковским, А. Бабаджаняном, П. Аедоницким, О. Фельцманом, Е. Птичкиным, Д. Тухмановым и другими.
Ансамбль постоянно выступал по радио и телевидению Советского Союза, вёл открытую концертную деятельность, принимал участие в праздничных концертах, посвящённых важным событиям в жизни страны, выезжал на промышленные предприятия, в колхозы и совхозы, в воинские части и подразделения.
С Ансамблем советской песни сотрудничали известные певцы, солисты Большого театра, народные артисты СССР А. Ведерников, А. Эйзен, Ю. Мазурок, народная артистка РСФСР В. Левко, заслуженные артисты РСФСР Г. Борисова, В. Мальченко, лауреат международных конкурсов А. Ворошило, солист Киевского театра оперы и балета, народный артист СССР А. Мокренко, многие наши эстрадные певцы — Л. Лещенко, Е. Мартынов, Л. Сметанников, С. Мороз, Г. Ненашева и другие.
Художественный руководитель и главный дирижёр ансамбля — заслуженный артист РСФСР Виктор Краснощёков. Главный дирижёр оркестра — народный артист Казахской ССР, лауреат Государственной премии Казахской ССР Г. Дугашев. Главный хормейстер — Б. Ананьин.